# Ликсо Ірина Анатоліївна
Ірина Анатоліївна Ликсо (рос. Ири́на Анато́льевна Ликсо́; 14 квітня 1920, Вітебськ — 4 квітня 2009, Москва) — радянська і російська актриса театру і кіно. Народна артистка РРФСР (1968).

## Біографія
Ірина Ликсо народилася 14 квітня 1920 року у Вітебську.
Закінчила театральне училище імені Щепкіна в 1942 році. Грати в спектаклях Малого театру почала ще студенткою, в Челябінську, куди театр був евакуйований.
Після закінчення училища була прийнята в трупу Малого театру, в якому прослужила понад 60 років. У 1974 році в зв'язку з 150-річчям Малого театру нагороджена орденом Трудового Червоного Прапора.
У 2005 році Ірина Ликсо була нагороджена орденом «За заслуги перед Вітчизною» IV ступеня «за великий внесок у розвиток театрального мистецтва і багаторічну творчу діяльність».
Померла Ірина Анатоліївна 4 квітня 2009 року, похована на Новодівичому кладовищі.

## Фільмографія
- 1952 — Композитор Глінка — імператриця Олександра Федірівна
- 1960 — Євгенія Гранде — пані де Грассе
- 1961 — На початку століття — Олександра Михайлівна Калмикова
- 1973 — Найостанніший день — Агнеса Павлівна
- 1976 — Принижені та зневажені
- 1978 — Скажені гроші
- 1991 — Анна Карамазофф